# Charles Henri Godet
Charles Henri Godet, född 1797 i Neuchâtel, död 1879 var en schweizisk botaniker.
Auktorsnamnet Godet kan användas för Charles Henri Godet i samband med ett vetenskapligt namn inom botaniken; se Wikipediaartiklar som länkar till auktorsnamnet.

## Publikationer
- 1838. Enumération des végétaux vasculaires qui croissent dans le canton de Neuchâtel preimpresión en Mémoires de la Société des Sciences Naturelles de Neuchâtel, Vol. 2
- 1845. Description des plantes vénéneuses du canton de Neuchatel à l'usage des écoles et des gens de la campagne. Ed. Henri Wolfrath
- 1851. Enumération des végétaux vasculaires du Jura suisse et français plus spécialement le Canton de Neuchatel. Ed. Wolfrath. 233 sidor
- 1853. Flore du Jura ou Description des végétaux vasculaires qui croissent spontanément dans le Jura suisse et français, plus spécialement dans le Jura neuchâtelois. 872 sidor
- 1869. Supplément à la Flore du Jura suisse et français. 220 sidor